# Fred Raymond
Fred Raimond, vlastním jménem Friedrich Raimund Vesely (20. dubna 1900 Vídeň – 10. ledna 1954 Überlingen), byl rakouský hudební skladatel českého původu.

## Život
Byl třetí ze čtyř dětí (měl tři sestry) Vinzenze Veselého, revizora Rakouských státních drah, a jeho manželky Henrietty. Oba rodiče byli českého původu. Po střední škole měl syn studovat hornictví a usilovat o kariéru ve státní službě.
V roce 1915 v rychlém sledu zemřeli otec a matka; Friedrich a jeho tři sestry zůstali sami. To ho přimělo zanechat studia a nastoupit do bankovního učení v Rakouské národní bance. Absolvoval World Trade Academy. V té době dělal hudbu jen pro své potěšení a chodil také na hodiny klavíru a harmonie na vídeňské konzervatoři.
Jeho první opereta o třech jednáních, uvedená ve vídeňském společenském klubu „Thespis“, se jmenovala Madame Incognito. Zde poprvé použil své pozdější umělecké jméno Fred Raymond. Vzdal se práce bankovního úředníka. Ve Frankfurtu nad Mohanem složil píseň Ztratil jsem srdce v Heidelbergu, která byla v té době jeho největším úspěchem.
Od roku 1926 dokázal téměř každý rok uvést jeden ze svých nejnovějších hitů jako film. Po první filmové adaptaci v roce 1926 měly následovat opakované filmové adaptace jeho významných jevištních děl.
Od roku 1930 se věnoval zvukovému filmu a složil celou řadu filmových melodií. Ve 30. letech vznikla také řada operet, z nichž nejúspěšnější byla v roce 1937 Maska v modrém.
V roce 1951 se přestěhoval z Hamburku do Überlingenu u Bodamského jezera. Ve stejném roce uvedlo Nationaltheater Mannheim jeho poslední operetu Geliebte Manuela. 10. ledna 1954 Fred Raymond nečekaně zemřel na selhání srdce.

## Dílo

### Operety
- Lauf ins Glück (1934)
- Ball der Nationen (1935)
- Fahrt ins Abenteuer (1935)
- Auf großer Fahrt (1936)
- Marielu (1936)
- Maske in Blau (1937)
- Saison in Salzburg (Salzburger Nockerln) (1938)
- Die Perle von Tokay (1941)
- Konfetti (1948)
- Flieder aus Wien (1949)
- Geliebte Manuela (1951)

### Nejznámější písně
- Ich hab mein Herz in Heidelberg verloren (1925, T.: Ernst Neubach und Fritz Löhner-Beda)

- Steintafel zum Gedenken an das „Heidelberger Lied“ mit Ergänzungstafel „Text: Fritz Löhner und Ernst Neubach“ am neuen Standort ab 2014 nördliches Ende der alten Brücke Heidelberg
- Ich hab das Fräulein Helen baden sehn (1926, T: Fritz Grünbaum)
- Ich reiß mir eine Wimper aus (1928, T.: Charles Amberg)
- In einer kleinen Konditorei (1929, T.: Ernst Neubach)
- Ja, das Temperament (1937, T.: Günther Schwenn)
- Am Rio Negro (1937, T.: Günther Schwenn)
- Die Julischka aus Budapest (1937, T.: Günther Schwenn)
- Wenn der Toni mit der Vroni (1938, T.: Max Wallner und Kurt Feltz)
- Und die Musik spielt dazu (1938, T.: Max Wallner und Kurt Feltz)
- Es geht alles vorüber, es geht alles vorbei (1942, T.: Max Wallner und Kurt Feltz)
- Mein Bruder macht im Tonfilm die Geräusche (T.: Charles Amberg, Komposition von Fred Raymond und Luigi Bernauer).

### Filmografie
- 1926: Ich hab’ mein Herz in Heidelberg verloren
- 1930: Delikatessen
- 1930: Eine tolle Nacht
- 1930: Nur am Rhein
- 1930: In einer kleinen Konditorei
- 1930: In Wien hab ich einmal ein Mädel geliebt
- 1930: Mädchen wollt ihr gefallen …?
- 1931: Ich bleib bei Dir
- 1939: Das Glück wohnt neben an
- 1943: Maske in Blau
- 1952: Saison in Salzburg
- 1952: Ich hab’ mein Herz in Heidelberg verloren
- 1953: Maske in Blau
- 1954: Ball der Nationen
- 1954: Staatsanwältin Corda
- 1954: Perle von Tokay
- 1961: Saison in Salzburg